# هیدروکسی متیل‌گلوتاریل کوآنزیم آ ردوکتاز
آنزیم هیدروکسی متیل‌گلوتاریل کوآنزیم آ ردوکتاز (HMG-CoA reductase) آنزیمی است که در سلول تبدیل HMG-CoA را به موالونات کاتالیز می‌کند.
این آنزیم در مسیر سوخت و ساز موالونات آنزیم تعیین‌کننده سرعت واکنش‌ها است.(یعنی مهار یا تسریع آن موجب کاهش یا افزایش سایر واکنش‌ها می‌شود). مسیر سوخت و ساز موالونات یک مسیر متابولیکی بسیار مهم در یوکاریوتها و بسیاری از باکتریها است که نهایتاً به تولید بسیاری از ترکیبات مهم مانند کلسترول، ایزوپرونئیدها (ترپن‌ها مانند لیکوپن، کاروتن، اسکوالن، اوکالیپتول و پینن )می‌انجامد.

## بیوسنتز کلسترول
در کبد انسان واکنش تبدیل HMG-CoA به موالونیک اسید تحت تأثیر آنزیم HMG-CoA ردوکتاز مرحله ابتدایی در تولید کلسترول است لذا مهار رقابتی این آنزیم توسط داروهای استاتین موجب کاهش سطح خونی کلسترول می‌شود.